# Seconds (filme)
Seconds (br.: O segundo rosto / pt.: Uma segunda vida) é um filme de suspense e ficção científica estadunidense de 1966, dirigido por John Frankenheimer para a Paramount Pictures. O roteiro de Lewis John Carlino adapta o livro Seconds, a novel de David Ely. O tema do filme é a obsessão com a juventude eterna e a crença que a habilidade e ciência médicas poderiam conseguir isso.

## Elenco
- Rock Hudson...Antiochus "Tony" Wilson
- Salome Jens...Nora Marcus
- John Randolph...Arthur Hamilton
- Will Geer...Velho
- Jeff Corey...Senhor Ruby
- Richard Anderson...Dr. Innes
- Murray Hamilton...Charlie Evans
- Karl Swenson...Dr. Morris
- Khigh Dhiegh...Davalo
- Frances Reid...Emily Hamilton
- Wesley Addy...John
- John Lawrence...texano
- Elisabeth Fraser...Loira
- Dodie Heath...Sue Bushman (creditada como Dody Heath)
- Robert Brubaker...Mayberry
- Barbara Werle...secretária
- Tina Scala...jovem na tina de uvas

## Sinopse
Arthur Hamilton é um bancário de meia-idade que perdeu propósito na vida. Ele é bem-sucedido profissionalmente mas mantém uma relação distante com a esposa e filha adulta. Certo dia, Arthur recebe um telefonema de um amigo que ele pensava estar morto. A partir daí ele entre em contato com a misteriosa e secreta "Companhia" que lhe dá a oportunidade através de cirurgia experimental de uma nova vida e carreira, mudando inclusive sua aparência física e identidade enquanto serão preparadas evidências que convencerão a todos seus amigos e familiares que morrera num acidente.

## Produção
O diretor de fotografia de Seconds é James Wong Howe, pioneiro em técnicas de filmagem em preto e branco e com uma carreira de mais de cinco décadas. Foi indicado ao Óscar na 39a. cerimônia da Academia pelo seu trabalho nesse filme. Foi o último filme em preto e branco de Frankenheimer e Howe.
Rock Hudson era mais alto que o ator que fazia sua outra identidade, John Randolph. A diferença foi disfarçada por cuidadosos ângulos de câmera. Hudson e Randolph passaram um bom tempo juntos antes do início da produção, o que permitiu que Hudson observasse e procurasse imitar alguns maneirismos de Randolph para aumentar as semelhanças.
Nos comentários do DVD, o diretor Frankenheimer registrou:
- A cena da cirurgia plástica de Hamilton incluiu muitas filmagens de uma rinoplastia verdadeira, com o próprio diretor manuseando a câmera.
- O DVD incluiu sequências deletadas para a exibição nos cinemas norte-americanos que apresentavam nudez num festival de vinho. Frankenheimer tentou restaurar ainda uma cena em que o mudado Hamilton visitava a filha mas o negativo não foi encontrado.
- A cena em que Tony Wilson fica numa casa de praia em Malibu foi realizada na própria moradia de Frankenheimer.

Os letreiros de abertura foram realizados por Saul Bass  usando caracteres helvéticos em branco sobre cenas filmadas oticamente deformadas.

## Contexto histórico
John Frankenheimer dirigiu Seconds logo após trabalhar nos seus mais notabilizados filmes: Birdman of Alcatraz (1962), The Manchurian Candidate (1962) e Seven Days in May (1964). Os dois últimos juntamente com Seconds algumas vezes são referidos como a "Trilogia da Paranoia" de Frankenheimer.
O "reinício" na trama forma um paralelo irônico para os três principais atores que atuam nesse momento (Jeff Corey, Will Geer e John Randolph) que foram proscritos de Hollywood por terem sido incluídos na "Lista negra" da década de 1950.
Seconds ficou conhecido também pela sua conexão com o compositor Brian Wilson da banda The Beach Boys, que foi fortemente afetado ao assistir ao filme durante as sessões de gravação do álbum conceitual  Smile. Chegando atrasado ao cinema, ele parece ter sido saudado com o diálogo da tela daquele momento ("Come in, Mr. Wilson") e acreditava por algum tempo que a história se baseara diretamente em suas recentes experiências traumáticas e atividades intelectuais, indo longe ao dizer que "até a praia estava nisso, toda a coisa sobre a praia" (tradução livre). Wilson logo a seguir interrompeu as gravações de Smile por algumas décadas. O filme supostamente o assustou tanto que ele não voltaria mais ao cinema até 1982, quando foi assistir a E.T. the Extra-Terrestrial.

## Recepção
Seconds foi lançado em 5 de outubro de 1966. Obteve pouca repercussão.
Um resenhista da revista Time comentou: "o diretor John Frankenheimer e o veterano cinematógrafo James Wong Howe conseguem dar as mais improváveis credibilidades ao horror aparente. Mas quando Rock aparece, o feitiço é quebrado, e não por culpa dele. Ao invés de explorar honestamente a provação da assunção de uma nova identidade, o roteiro gasta a próxima hora numa convencional fantasia de Hollywood. [...] Seconds tem momentos mas são ruins de qualquer forma. Mas para sua macia e flácida barriga, pode ter sido um dos choques ornamentosos do ano"

Seconds desde então recebeu uma reação positiva, tendo sido avaliado em 90% "fresco" na classificação do Rotten Tomatoes que se baseou em 29 resenhas. Foi escrito no site: "Estrelando uma deslumbrante, desorientada fotografia do grande James Wong Howe e uma forte atuação de chumbo de Rock Hudson, Seconds é uma boa paranóia sobre a lenda de Fausto".
No filme The Pervert's Guide to Ideology, o psiquiatra filósofo comunista Slavoj Zizek discute o filme como um exemplo do que acontece quando desejos são realizados

## Indicações a prêmios e homenagens
- Melhor fotografia em preto e branco - Óscar (James Wong Howe)
- Melhor filme para a Palma de Ouro - Festival de Cinema de Cannes (John Frankenheimer) [13]

Em 2015, a Biblioteca do Congresso dos Estados Unidos selecionou o filme para preservação por sua importância "cultural, histórica ou estética".

## Home video
Seconds foi lançado para vídeo pela primeira vez em maio de 1997. e em DVD em 8 de janeiro de 2002. A Criterion Collection lançou uma versão restaurada em DVD e Blu-ray em 13 de agosto de 2013.